# 邓洛普狸藻
邓洛普狸藻（学名：Utricularia dunlopii）為狸藻屬一年生陆生食虫植物。其种加词“dunlopii”来源于澳大利亚植物采集者C·R·邓洛普（C. R. Dunlop）。邓洛普狸藻分布于澳大利亚西澳大利亚至北领地。